# Siegfried Naeke
Siegfried Näcke (* 9. November 1925 in Beierfeld) ist ein ehemaliger deutscher Fußballspieler. Er stand für die BSG Wismut Aue und den SC Wismut Karl-Marx-Stadt insgesamt in 64 Spielen in der DDR-Oberliga auf den Platz.

## Karriere
Zur Saison 1951/52 schloss er sich dem Aufsteiger BSG Wismut Aue an und debütierte am 29. August 1951 für Wismut Aue. Beim 3:2-Sieg gegen die BSG Fortschritt Meerane wurde er von Trainer Walter Fritzsch über die gesamte Spielzeit eingesetzt. In der Saison 1952/53 belegte sie am Saisonende punktgleich hinter der SG Dynamo Dresden den zweiten Platz. Wegen der Punktgleichheit musste ein Entscheidungsspiel über den Meistertitel entscheiden. Im Entscheidungsspiel der DDR-Fußball-Oberliga 1952/53 verloren er mit seiner Mannschaft mit 3:2 gegen die Dresdner. Nach dieser Saison verließ er die BSG Wismut Aue und beendete seine Karriere.
In der Saison 1954/55 erreichte er mit den Auern, welche in der ersten und zweiten Runde noch unter dem Namen BSG Wismut Aue und ab der 3. Runde als SC Wismut Karl-Marx-Stadt antraten, das Finale um den FDGB-Pokal und trafen dort auf den SC Empor Rostock. Im Leipziger Bruno-Plache-Stadion konnte sich die Mannschaft von Karl Dittes gegen die Rostocker mit 3:2 nach Verlängerung durchsetzen. Nachdem Gewinn des FDGB-Pokal verließ er den SC Wismut Karl-Marx-Stadt.